# Heracleum biternatum
Heracleum biternatum är en flockblommig växtart som beskrevs av William Wright Smith. Heracleum biternatum ingår i släktet lokor, och familjen flockblommiga växter. Inga underarter finns listade i Catalogue of Life.